# Наталия Есперон
Наталия дел Кармен Есперон Алкосер (на испански: Natalia del Carmen Esperón Alcocer) е мексиканска актриса.

## Биография
Наталия Есперон е родена на 14 ноември 1974 г. в град Мексико. На 13-годишна възраст започва работа като модел в различни реклами. През 1993 г. взема участие в конкурс за красота. Започва да учи актьорско майсторство в Центъра за артистично образование към Телевиса.
През 1994 г., преди да завърши образованието си, получава първата си роля – в теленовелата Розови връзки за обувки, режисирана от Ото Сирго и Карина Дупрес, която ѝ носи слава, предвид големия успех, който постига продукцията, излъчвана в ефир от април 1994 г. до май 1995 г. и продадена в различни страни от Латинска Америка, а също и във Филипините и Испания. В теленовелата си партнира с утвърдените актьори Анхелика Мария, Алберто Васкес и Карлос Брачо.
През 1995 г. Наталия Есперон се омъжва за изпълнителния директор на Телевиса Хосе Бастон, с когото има три деца – Наталия, Хосе Антонио и Мариана Бастон Есперон, като бракът им продължава до 2005 г., когато се развеждат.
През 1996 г. има специално участие в теленовелата Запален факел. Същата година започва да играе в различни театрални постановки.
През 1998 г. тя оглавява актьорския състав на теленовелата Страстно зло, продуцирана от Лусеро Суарес, където показва актьорския си потенциал, превъплъщавайки се ролята на лудата Карина Ранхел, партнирайки си с Едуардо Сантамарина, Арасели Арамбула, Магда Карина и Роберто Байестерос. Година по-късно участва в теленовелата Момчето, което дойде от морето, продуцирана от Мапат Лопес де Сатарайн, споделяйки сцени с Енрике Ибаниес и Иманол Ландета. През 2000 г. изпълнява петата си главна роля в теленовелата За една целувка, продуцирана от Анджели Несма, където играе двойна роля, партнирайки си с Виктор Нориега.
Есперон решава да се отдалечи от камерите, време, от което се възползва, като се посвещава на семейството и личните си дела. Почти пет години по-късно тя се завръща със специално участие в теленовелата от 2005 г. Девствената съпруга, режисирана от Мигел Корсега, Хорхе Едгар Рамирес и Алберто Диас и продуцирана от Салвадор Мехия.
През април 2006 г. участва в игралния филм на режисьора Хуан Пабло Виясеньор Чакай ме в друг свят, което е първото участие на актрисата в киното.
През 2008 г. участва във филма Как няма да те обичам, режисиран от Виктор Авелар. През 2008 г. получава първата си отрицателна роля, изигравайки ролята на убийцата Клаудия в епизод на сериала Жени убийци. На следващата година Наталия Есперон получава специално участие в теленовелата В името на любовта, режисирана от Карина Дупрес и Фернандо Несме и продуцирана от Карлос Морено. В тази теленовела споделя сцени с Летисия Калдерон, Артуро Пениче, Сесар Евора и Алфредо Адаме.
През 2012 – 2013 г. участва в теленовелата Истинската любов, режисирана от Салвадор Гарсини и Рикардо де ла Пара и продуцирана от Никандро Диас Гонсалес.
След почти 10-годишно отсъствие, през 2022 г., Наталия Есперон се завръща към света на теленовелите с Борбено сърце, продуцирана от Салвадор Мехия.
През 2023 г. участва в теленовелата Земя на надеждата, продуцирана от Хосе Алберто Кастро.
През 2024 г. получава следващата си главна роля в теленовелата Ангелът на Аурора, режисирана от Луис Велес и Аурелио Авила и продуцирана от Рой Нелсън.

## Филмография

### Телевизия
- Ангелът на Аурора (2024 – 2025) – Аурора Камперо Наваро
- Земя на надеждата (2023) – Норма Хурадо
- Борбено сърце (2022) – Гуадалупе Гарсия
- Истинската любов (2012 – 2013) – Адриана Балванера
- В името на любовта (2009) – Лус Лагийо
- Жени убийци (2008) – Клаудия Асуела, един епизод
- Девствената съпруга (2005) – Бланка де ла Фуенте де Крус
- За една целувка (2000 – 2001) – Бланка Гарса Роблес / Асусена Гарса
- Момчето, което дойде от морето (1999) – Ниса Родригес Касерес де Ривера
- Страстно зло (1998) – Карина Ранхел Ривера / Леонора Лухан
- Нямам майка (1997) – Абрил Васконселос
- Жени, случаи от реалния живот (1996 – 2003) – Различни персонажи в 25 епизода
- Запален факел (1996) – Лус Агустина де лас Фуентес / Мария де лас Фуентес
- Розови връзки за обувки (1994 – 1995) – Паола Армендарес

### Кино
- Героят е полудял (2009) – Лоренса
- Главата на Буда (2009) – Гост
- Как няма да те обичам (2008) – Грисел
- Чакай ме в друг свят (2006) – Марсела

## Награди и номинации
- Награди TVyNovelas (Мексико)

| Година | Категория                           | Теленовела              | Резултат   |
| ------ | ----------------------------------- | ----------------------- | ---------- |
| 2014   | Най-добра актриса в поддържаща роля | Истинската любов        | Номинирана |
| 2006   | Най-добра актриса в поддържаща роля | Девствената съпруга     | Номиринана |
| 1995   | Най-добро женско откритие           | Розови връзки за обувки | Печели     |

- Награди El Heraldo de México

| Година | Категория                       | Теленовела              | Резултат |
| ------ | ------------------------------- | ----------------------- | -------- |
| 1995   | Най-добро телевизионно откритие | Розови връзки за обувки | Печели   |

- Diosas de Plata

| Година | Категория       | Филм                 | Резултат   |
| ------ | --------------- | -------------------- | ---------- |
| 2009   | Женско откритие | Чакай ме в друг свят | Номинирана |